# Харито, Милена
Милена Харито (алб. Milena Harito; 4 октября 1966, Тирана) — албанский политик, общественный и государственный деятель, министр инноваций и государственного управления Республики Албания. Доктор наук в области коммуникационных и информационных технологий.

## Биография
В 1989 году окончила факультет социальных наук Тиранского университета, позже работала научным сотрудником Института информационных технологий. В 1991 году переехала из Албании во Францию.
В 1993 году успешно окончила аспирантуру в области коммуникаций и информационных технологий Университета Пьера и Марии Кюри, четыре года спустя получила докторскую степень.
С апреля 1991 по сентябрь 1992 года работала в частном предприятии, специализирующимся в области информационных технологий. После получения докторской степени была нанята крупнейшим европейским телекоммуникационным научно-исследовательским центром, CNET, France Télécom (Париж).
Политик. Член Социалистической партии Албании.
В 2013 году была избрана депутатом Народного собрания Албании, в том же году была назначена министром инноваций и государственного управления в правительстве Эди Рамы.
Замужем, имеет двоих детей. Свободно владеет французским, английским и итальянским языками.

## Награды
- Орден «За заслуги» (Франция)